# Pancor Jackhammer
Jackhammer (Джекха́ммер, рус. Отбойный молоток) — автоматический дробовик производства американской компании Pancor Corporation. Был разработан Джоном Андерсеном в 1978 году, первый образец выпущен в 1985 году, первые испытания проводились в 1990-х годах. Было произведено лишь три работающих прототипа, на вооружение «Джекхаммер» принят не был. Оружие представляет собой самозарядное револьверное ружьё, выполненное по схеме «булл-пап» под патрон 12-го калибра. Патроны помещаются в съёмной кассете, выполненной в виде барабана.
Боевое гладкоствольное автоматическое ружьё Jackhammer разрабатывалось американцем Джоном Андерсеном (John Andersen) с начала 1980-х годов специально в качестве военного образца. В 1984 году Андерсен запатентовал базовую конструкцию, на основе которой и шли все дальнейшие разработки этого оружия. Всего было выпущено лишь несколько прототипов, которые испытывались в 1990-х годах, однако так и не вызвали сколько-нибудь существенного интереса у потенциальных покупателей — военных и полиции. К настоящему времени статус проекта Jackhammer, согласно данным издательства Джейнс — «разработка завершена», однако о производстве этого оружия речь не идёт. Ружьё первоначально рекламировалось под «вывеской» фирмы Pancor Corporation, а позже — Mark Three Corporation.

## Система

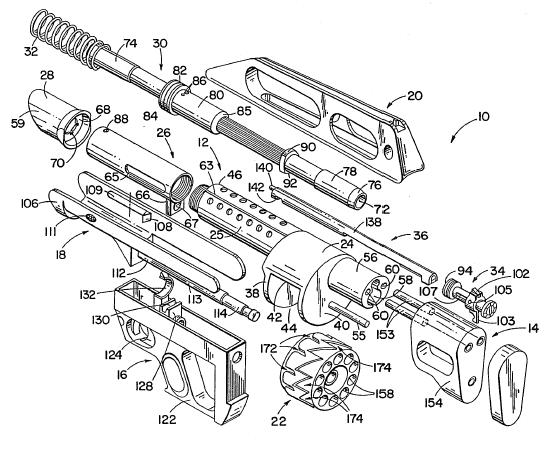
Деталировка автоматического дробовика Pancor Jackhammer

Автоматика «Джекхаммер» Mk3 работает за счёт движения ствола вперёд под давлением газов на особый надульник. При движении ствола вперёд связанный с ним шток входит своим задним выступом во взаимодействие с пазом кассеты и поворачивает её на 1/10 оборота. При обратном движении ствола под действием возвратной пружины шток взводит ударный механизм. Дойдя до крайнего заднего положения, ствол сцепляется с кассетой таким образом, чтобы обеспечить соосность канала ствола и каморы и предотвратить прорыв пороховых газов между ними. Действие автоматики (за исключением подвижного ствола) напоминает систему автоматического револьвера Webley-Fosbery.
Время работы спускового механизма позволяет стрелку сделать до 240 выстрелов в минуту. Перезарядка вручную производится движением цевья. Коротким движением цевья назад также отбрасывается пустая кассета. Надульник со скошенным передним срезом играет также роль компенсатора.
При наличии специального детонатора магазин может использоваться в качестве противопехотной мины.
Ружьё Jackhammer — гладкоствольное, построено на основе газоотводного механизма с подвижным вперёд стволом и питанием из отъёмных магазинов барабанного типа. Газовый двигатель автоматики состоит из газового цилиндра, сформированного вокруг ствола, и кольцевого газового поршня, жёстко установленного на стволе. После выстрела горячие пороховые газы попадают через отверстие в стволе в газовый цилиндр и, воздействуя на газовый поршень, толкают подвижный ствол вперёд, сжимая возвратную пружину. При этом ствол сперва выходит из зацепления с выстрелившей каморой барабана, а затем через расположенный над стволом продольно скользящий рычаг(приводной стержень автоматики) приводит в действие механизм перезарядки и взведения УСМ. На наружной поверхности магазина — барабана выполнены специальные косые фигурные пазы. С этими пазами взаимодействуют два выступа в задней части приводного стержня, вызывая поворот барабана на пол-шага по часовой стрелке сперва при движении стержня (и ствола) вперёд, а затем назад. Таким образом, перед приходом ствола под действием возвратной пружины в крайнее заднее положение барабан поворачивается к стволу следующей заряженной каморой. В конце своего обратного хода ствол входит своим хвостовиком в переднюю часть каморы барабана, обеспечивая герметичное соединение, исключающее прорыв наружу пороховых газов. Одновременно с этим задний конец приводного стрежня взводит ударный ударно-спусковой механизм. Ружьё имеет только автоматический режим огня, осуществление одиночных выстрелов возможно при кратковременном нажатии на спусковой крючок благодаря относительно низкому темпу стрельбы. Ручная перезарядка для первого выстрела или в случае осечки производится подвижным цевьём, движением вперёд — назад, при этом специальные зацепы внутри цевья подхватывают ствол и двигают его вперёд и назад, осуществляя полный цикл перезарядки. Необычно выполнена и смена магазинов-барабанов (в оригинале носящих фирменное обозначение «Ammo Cassette» — кассета с боеприпасами). Для отделения магазина от оружия нужно до половины выжать спусковой крючок и затем подать подвижное цевьё вперёд до упора. При этом ствол уйдёт вперёд, разъединившись с барабаном, трубчатая ось магазина также уйдёт вперёд из барабана, позволив тому свободно выпасть из оружия. В переднем положении цевьё и ствол будут автоматически зафиксированы специальной защёлкой, расположенной в передней части спусковой скобы. Таким образом, удерживая оружие одной рукой за пистолетную рукоятку, стрелок второй свободной рукой может вставить на место новый магазин и затем освободить цевьё, нажав на защёлку. При этом ось магазина встанет на место, приводной рычаг автоматически выставит одну из камор барабана напротив ствола и затем ствол своей задней частью войдёт в эту камору. УСМ также будет взведён автоматически и оружие будет готово к бою. В проёме приклада позади магазина находится рукоятка, связанная с ударником и позволяющая при необходимости вручную взвести ударник или снять его с боевого взвода. Ещё одна особенность ружья Jackhammer — возможность быстрой смены ствола. Для этого надо снять надульник, повернуть ствол на 90 градусов вокруг его оси и извлечь его вперёд вместе с возвратной пружиной. Затем вставить новый ствол, повернуть его на 90 градусов, чтобы он сцепился с приводным стержнем, затем надеть на ствол возвратную пружину и установить на место надульник. Для питания Jackhammer предусматривались магазины двух типов. Первый тип имел обычные каморы, рассчитанные на специальные усиленные патроны 12 калибра. После извлечения из оружия такой магазин можно было освободить от пустых гильз и снарядить патронами заново. Второй тип магазинов должен снаряжаться в заводских условиях, при этом порох, снаряд (картечь, пуля и т. п.) и капсюль снаряжались непосредственно в барабан, без гильз. Полностью снаряжённый барабан («Ammo Cassette») герметично упаковывался в пластиковую плёнку и в таком виде должен был поставляться пользователям. Перед заряжанием стрелок должен был сорвать с барабана пластиковую обёртку и зарядить его в оружие, а после израсходования всех зарядов — выкинуть (или, если позволяет ситуация, сохранить для последующего возврата на завод для перезарядки). На основе таких магазинов Андерсен также разработал специальную противопехотную мину Bear Trap (медвежья ловушка), представлявшую взрыватель, присоединяемый к магазину. При его срабатывании заряды из всех камор выстреливались одновременно, создавая эффект осколочной мины направленного действия.

## Применение
Pancor Jackhammer предназначен для вооружения полиции и армии. Был также вариант для вооружения боевых пловцов, который отличался от стандартного варианта тем, что имел герметичный контейнер для транспортировки оружия под водой. На рынке гражданского оружия в большинстве стран продажа Pancor Jackhammer запрещена.